# Новогодняя улица
Нового́дняя улица — улица в Кировском и Ленинском районах Новосибирска. Начинается от перекрёстка улиц Сибиряков-Гвардейцев, Покрышкина и площади Карла Маркса, затем пересекает улицу Ватутина; заканчивается, образуя перекрёсток с улицами Геодезической и Лыщинского. Также к ней примыкают Таймырская улица с правой чётной стороны и Космическая улица с нечётной.
Вдоль всей улицы проходит граница между Кировским и Ленинским районами.
Площадь — 1,2 км.

## Название
По воспоминаниям жителей улица получила название благодаря времени постройки одного из корпусов НЭТИ — здание было введено в эксплуатацию в канун Нового года.

## История
Место, по которому в настоящее время проходит Новогодняя, ранее было известно как «больничный городок». В середине 1950-х годов вдоль улицы началась застройка — работы стартовали от улицы Сибиряков-Гвардейцев. В 1961 году на пересечении с улицей Ватутина построено первое здание, которому был присвоен № 39, а остальную часть улицы в тот период занимало картофельное поле, также у неё к тому времени ещё не было названия.
При подготовке котлованов для возведения корпусов НЭТИ была уничтожена существенная часть картофеля.
В 1962—1963 годах (по другим данным — в 1960 году) в примыкающем к улице квартале был построен первый в городе панельный дом (Космическая улица, 12/1), с освоением процесса строительства подобные здания стали появляться на Новогодней в течение 4—5 месяцев.

## Уличная застройка
Вся чётная сторона состоит из жилых домов, кроме нескольких административных зданий. Нечётная сторона — от начала и до улицы Ватутина — образована ТРЦ «Сан Сити» и зданием-долгостроем; от улицы Ватутина до Космической улицы — жилыми домами микрорайона «Башня»; участок между Космической и Геодезической улицами образован зданиями НГТУ.

## Организации
Образовательные учреждения
- Новосибирский государственный технический университет (НГТУ)
- Средняя общеобразовательная школа № 170 с дошкольным отделением
- Лицей № 176

Религиозные учреждения

- Приход в честь Всех Святых

Торговля
- Сан Сити, многофункциональный комплекс

Другое
- НИЛ техники эксперимента, научно-исследовательская лаборатория
- Библиотека им. П. П. Бажова

## Транспорт
Автобусы и маршрутные такси

На Новогодней улице расположены две остановки для автобусов и маршрутных такси — «ГУМ Россия» и «Новогодняя». Транспорт связывает различные точки левобережья и правобережья Новосибирска, а также некоторые населённые пункты, находящиеся за чертой города.
Трамвай

Приблизительно в 70 м от перекрёстка улиц Новогодней и Сибиряков-Гвардейцев находится трамвайная остановка «Новая (пл. Маркса)», установленная на улице Покрышкина.
Метрополитен

На проспекте Карла Маркса, параллельном Новогодней улице, находятся станции метро «Площадь Маркса» (около 400 м от пересечения с улицей Ватутина) и Студенческой (около 350 м от перекрёстка с Геодезической улицей).